# Leonard Frank Meares
Leonard Frank Meares, alternativt Leonard F. Meares, Leonard Meares eller Len Meares född 13 februari 1921, död 4 februari 1993; australisk författare.
Meares skrev 746 böcker (en annan källa anger 653) och använde främst pseudonymen Marshall Grover (Marshall McCoy i USA), men skrev även under egna namnet Leonard F. Meares och Leonard Meares samt under pseudonymerna Ward Brennan, Shad Denver (en pseudonym normalt tillhörande Des R. Dunn), Frank Everton, Lester Malloy, Glenn Murrell, Johnny Nelson (en pseuodonym normalt tillhörande G. C. Bleeck), Robert E. Rand, Shayne E. Sharpe, Clyde B. Shawn, Val Sterling, Lee Thorpe och Brett Waring (en pseudonym normalt tillhörande Keith Hetherington). De flesta böckerna kan klassificeras som massmarknadspocket, och var västernböcker med mycket action, en del humor och flitigt återanvända grundintriger.
Meares första bok, Trouble town, publicerades av Cleveland Publishing, Sydney, 1955, under pseudonym Johnny Nelson trots att Meares själv hade tänkt använda pseudonymen Marshall Grover. Å andra sidan utgavs samtidigt G. C. Bleecks Son of hellfire under pseudonym Marshall Grover istället för planerade Johnny Nelson.
I sin tionde bok, Drift, 1956, introducerade Meares Larry & Stretch. Denna serie om två kringdrivande cowboys från Texas med förmåga att hamna i trubbel skulle bli hans mest omfattande och kända serie. 1962 började den publiceras i Sverige som Bill och Ben och inledningsvis instucken i en serie som vanligtvis handlade om Walt Slade. Då kallades huvudpersonerna Bill Valentine och Ben Emerson. Serien blev 1963 helt fristående och debutboken Drift utgavs 1964 som seriens trettonde med titeln Bill och Ben på vakt.
1960 utkom The night McLennan died, vilket var första boken om Big Jim Rand, en serie som skulle omfatta mer än 70 böcker. 1966 började serien publiceras i Sverige som Big Jim och debutboken The night McLennan died utgavs 1967 som seriens tionde bok med titeln Den gäckande skuggan. Den svenska serien utgavs fram till 1981 och innehöll 60 böcker.
Efter minst 260 utgivna böcker lämnade Meares förlaget Cleveland i mitten av 1966 och började skriva för Horwitz Group, som skulle publicera mer än 400 titlar av honom. När Horwitz sålde mer än 30 böcker till Bantam Books i USA ändrades pseudonymen Marshall Grover till Marshall McCoy av juridiska skäl. Serien Larry & Stretch fick heta Larry & Streak samtidigt som huvudpersonerna Larry Valentine och Stretch Emerson blev Larry Vance och Streak Everett. Big Jim Rand förvandlades till Nevada Jim Gage.
I början på 1980-talet började Meares även skriva för Robert Hale Limited, London. Jo Jo and the private eye inledde de fem detektivromaner han under pseudonymen Lester Malloy skrev om Marty Moon. Två fristående kriminalromaner utgavs: The battle of Jericho Street, 1984, under pseudonym Frank Everton medan Dead man smiling, 1986, utgavs under egna namnet Leonard F. Meares. Under pseudonym Val Sterling skrev han den romantiska romanen The future and Philomena, utgiven 1982. På detta förlag utgavs även under egna namnet Leonard Meares (utan initial) detektivberättelser om paret Rick och Hattie Braddock.
På våren 1991 ombads Meares att sluta skriva om Larry & Stretch under ett halvår eftersom förlaget Horwitz påstod att de inte hann publicera i den takt Meares skrev. I slutet av året meddelade förlaget, som ägde rättigheterna till såväl pseudonymen Marshall Grover som serien Larry & Stretch, att de nöjde sig med en bok i månaden och då enbart för publicering på den skandinaviska marknaden.
Lunginflammation ledde till att Meares dog 1993. Efter hans död publicerades två böcker under författarnamnet Leonard F. Meares, med godkännande av hans änka. Dessa, Tin star trio, 1994, och A quest of heroes, 1996, byggde på författarens kvarlämnade anteckningar, men skrevs egentligen av Link Hullar och David Whitehead (som i sin tur brukar använda pseudonymen Ben Bridges).